# Füzérkomlós
Füzérkomlós község Borsod-Abaúj-Zemplén vármegye Sátoraljaújhelyi járásában.

## Fekvése
A Zempléni-hegység középső részén helyezkedik el, a megyeszékhely Miskolctól mintegy 90 kilométerre északkeletre, Sátoraljaújhelytől nagyjából 22 kilométerre északnyugatra.
A közvetlen szomszédos települések: észak felől Füzér, délkelet felől Filkeháza, dél felől Nyíri, északnyugat felől pedig Hollóháza. A környező települések közül Füzér 5, Hollóháza, Nyíri és Pusztafalu egyaránt nagyjából 6-6 kilométer távolságra fekszik; a legközelebbi város a 7 kilométerre lévő Pálháza.

### Megközelítése
A Hegyközi Kisvasút 1980-as megszűnése óta csak közúton közelíthető meg, Sátoraljaújhely-Pálháza-Filkeháza, illetve Kéked-Hollóháza felől egyaránt a 3719-es, Bózsva-Nyíri felől pedig a 3725-ös úton.

## Története

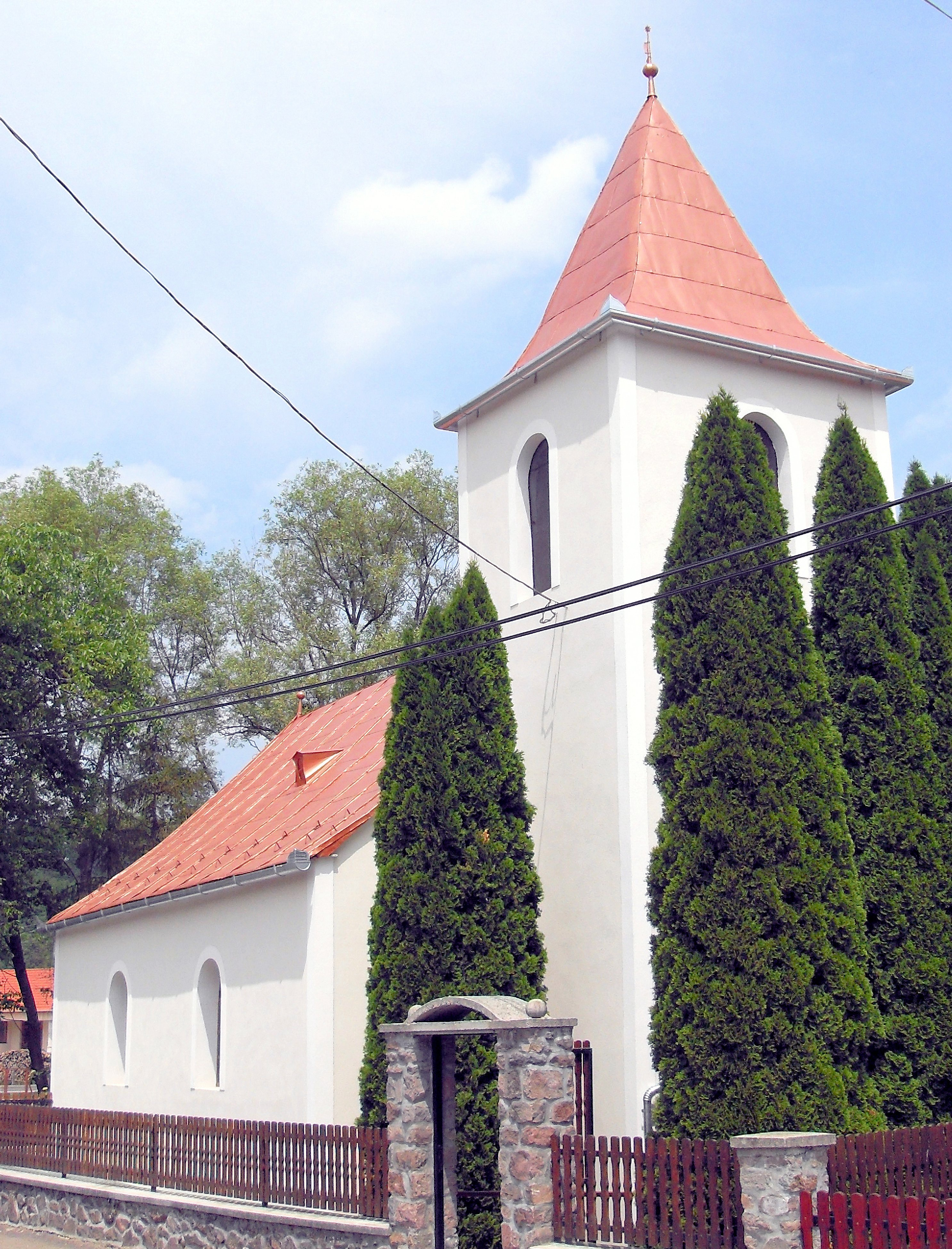
Református templom

Füzérkomlós (Komlós) nevét 1270-ben említik először az oklevelek Comlous, Kumlovs néven.
Nevét jellegzetes növényéről, a komlóról kapta; régebben Komlósnak hívták a falut.
A Komlós-patak mellett fekvő Komlós falu a füzéri uradalom tartozéka volt. Komlós földet az uradalom határjárásában is említették, mint nemesek kezén levő területet.
Füzérkomlós-nak az 1910-es népszámláláskor 282 lakosa volt, ebből 281 magyar volt, melyből 156 római katolikus, 39 görögkatolikus, 82 református volt.
A 20. század elején a település Abaúj-Torna vármegye Füzéri járásához tartozott.

## Közélete

### Polgármesterei
- 1990–1994: Horváth Tivadar (független)[4]
- 1994–1998: Sápi Tibor (KDNP)[5]
- 1998–2002: Sápi Tibor (független)[6]
- 2002–2006: Sápi Tibor (független)[7]
- 2006–2010: Sápi Tibor (független)[8]
- 2010–2014: Mester András (Fidesz-KDNP)[9]
- 2014–2019: Mester András (Fidesz-KDNP)[10]
- 2019–2024: Mester András (Fidesz-KDNP)[11]
- 2024– : Mester András (független)[1]

## Népesség
A település népességének változása:
| Lakosok száma | 319  | 305  | 300  | 246  | 273  | 289  | 286  |
|               | 2013 | 2014 | 2015 | 2021 | 2022 | 2023 | 2024 |

2001-ben a település lakosságának 97%-a magyar, 3%-a cigány nemzetiségűnek vallotta magát.
A 2011-es népszámlálás során a lakosok 94,7%-a magyarnak, 29,3% cigánynak, 0,6% szlováknak, 0,3% ukránnak mondta magát (5,3% nem válaszolt; a kettős identitások miatt a végösszeg nagyobb lehet 100%-nál). A vallási megoszlás a következő volt: római katolikus 42,7%, református 19,6%, görögkatolikus 11,5%, felekezeten kívüli 8,7% (16,8% nem válaszolt).
2022-ben a lakosság 89,7%-a vallotta magát magyarnak, 19% cigánynak, 4,4% szlováknak, 0,4% németnek, 0,4% ukránnak, 2,9% egyéb, nem hazai nemzetiségűnek (7,7% nem nyilatkozott; a kettős identitások miatt a végösszeg nagyobb lehet 100%-nál). Vallásuk szerint 37% volt római katolikus, 18,3% református, 1,8% görög katolikus, 6,2% egyéb katolikus, 3,7% egyéb keresztény, 4% felekezeten kívüli (28,9% nem válaszolt).

## Híres emberek
- Itt született Gábor Ignác (1868–1945) író, műfordító, turistaegyesület-alapító